# 495 Eulália
Eulália (asteroide 495) é um asteroide da cintura principal com um diâmetro de 38,85 quilómetros, a 2,1665914 UA. Possui uma excentricidade de 0,1293771 e um período orbital de 1 433,88 dias (3,93 anos).
Eulália tem uma velocidade orbital média de 18,88075256 km/s e uma inclinação de 2,27946º.
Esse asteroide foi descoberto em 25 de outubro de 1902 por Max Wolf.